# Zarządzane aktywa
Zarządzane aktywa, aktywa w zarządzaniu (ang. assets under management, AUM) – całkowita wartość rynkowa wszystkich aktywów finansowych, którymi zarządza i które inwestuje instytucja finansowa (taka jak fundusz inwestycyjny, przedsiębiorstwo venture capital lub bank), zazwyczaj w imieniu swoich klientów. Definicja i wzór zastosowany do obliczania AUM mogą się różnić w zależności od podmiotu.
Aktywa w zarządzaniu to popularna miara stosowana zarówno w tradycyjnej branży inwestycyjnej, jak i w sektorze zdecentralizowanych finansów (np. na rynku kryptowalut stosowana do oceny skali działalności oraz skuteczności podmiotu zarządzającego inwestycjami.

## Aktywa netto a zarządzane aktywa
Aktywa netto (ang. net asset value, NAV) to całkowita wartość aktywów pomniejszona o wszystkie zobowiązania funduszu i często jest podawana w przeliczeniu na jedną akcję. Wartość aktywów netto (NAV) pokazuje, po jakiej cenie można kupić i sprzedać jednostki funduszu.
W odróżnieniu od NAV, AUM można odnieść do wartości aktywów zarządzanych przez osobę fizyczną lub firmę, niekoniecznie przez fundusz. W przeciwieństwie do wartości aktywów netto (NAV), wartość aktywów w zarządzaniu (AUM) odnosi się do całkowitej wartości zarządzanych aktywów, nie jest wyrażana w przeliczeniu na jedną akcję i nie jest pomniejszona o zobowiązania.